# Kesteren
Kesteren (51° 56′ N, 5° 34′ L) é uma cidade dos Países Baixos, na província de Guéldria. Kesteren pertence ao município de Neder-Betuwe, e está situada a 8 km southwest of Wageningen.
Em 2001, a cidade de Kesteren tinha 4069 habitantes. A área urbana da cidade é de 0.95 km², e tem 1330 residências. 
A área de Kesteren, que também inclui as partes periféricas da cidade, bem como a zona rural circundante, tem uma população estimada em 5020 habitantes.